# Südamerikanische Leichtathletik-Kontinentalrekorde
Die Südamerikanischen Leichtathletik-Kontinentalrekorde sind die Bestleistungen von Athleten des südamerikanischen Kontinentalverbandes Confederación Sudamericana de Atletismo, die bei Disziplinen der Leichtathletik aufgestellt wurden. Es wurden nur diejenigen Disziplinen erfasst, in denen der Kontinentalverband auch offiziell einen Rekord führt. Die Ratifizierung dieser Bestleistungen erfolgte entsprechend dem Reglement des Kontinentalverbandes.

## Olympische Disziplinen

### Freiluft-Kontinentalrekorde, Männer (24 Disziplinen)
| Disziplin         | Leistung | Sportler                                                                                | Land | Datum      | Ort               |
| ----------------- | --- | --------------------------------------------------------------------------------------- | ---- | ---------- | ----------------- |
| 100 m             | 10,00 s A (1,6) | Robson da Silva                                                                         | BRA  | 22.07.1988 | Mexiko-Stadt      |
| 200 m             | 19,81 s (−0,3) | Alonso Edward                                                                           | PAN  | 20.08.2009 | Berlin            |
| 400 m             | 44,29 s | Sanderlei Claro Parrela                                                                 | BRA  | 26.08.1999 | Sevilla           |
| 800 m             | 1:41,77 min | Joaquim Cruz                                                                            | BRA  | 26.08.1984 | Köln              |
| 1500 m            | 3:33,25 min | Hudson de Souza                                                                         | BRA  | 28.08.2005 | Rieti             |
| 5000 m            | 13:19,43 min | Marílson dos Santos                                                                     | BRA  | 08.06.2006 | Kassel            |
| 10.000 m          | 27:28,12 min | Marílson dos Santos                                                                     | BRA  | 02.06.2007 | Neerpelt          |
| Marathon          | 2:06:05 h | Ronaldo da Costa                                                                        | BRA  | 20.09.1998 | Berlin            |
| 110 m Hürden      | 13,29 s (−0,4) | Redelén dos Santos                                                                      | BRA  | 13.06.2004 | Lissabon          |
| 110 m Hürden      | 13,29 s (0,7) | Paulo Villar                                                                            | COL  | 26.07.2006 | Cartagena         |
| 400 m Hürden      | 47,84 s | Bayano Kamani                                                                           | PAN  | 07.08.2005 | Helsinki          |
| 3000 m Hindernis  | 8:14,41 min | Wander do Prado Moura                                                                   | BRA  | 22.03.1995 | Mar del Plata     |
| 4 × 100 m Staffel | 37,90 s | - Vicente Lima - Édson Ribeiro - André da Silva - Claudinei da Silva                    | BRA  | 30.09.2000 | Sydney            |
| 4 × 400 m Staffel | 2:58,56 min | - Eronilde de Araújo - Sanderlei Claro Parrela - Cleverson da Silva - Sérgio dos Santos | BRA  | 30.07.1999 | Winnipeg          |
| 20 km Gehen       | 1:17:21 h | Jefferson Pérez                                                                         | ECU  | 23.08.2003 | Saint Denis       |
| 50 km Gehen       | 3:49:32 h | Andrés Chocho                                                                           | ECU  | 28.09.2011 | Daegu             |
| Hochsprung        | 2,33 m A | Gilmar Mayo                                                                             | COL  | 17.10.1994 | Pereira           |
| Stabhochsprung    | 5,92 m | Thiago Braz da Silva                                                                    | BRA  | 24.06.2015 | Baku              |
| Weitsprung        | 8,73 m (1,2) | Irving Saladino                                                                         | PAN  | 24.05.2008 | Hengelo           |
| Dreisprung        | 17,90 m (0,4) | Jadel Gregório                                                                          | BRA  | 20.05.2007 | Belém             |
| Kugelstoßen       | 21,14 m | Marco Antonio Verni                                                                     | CHI  | 29.07.2004 | Santiago de Chile |
| Diskuswurf        | 66,32 m | Jorge Balliengo                                                                         | ARG  | 15.04.2006 | Rosario           |
| Hammerwurf        | 76,42 m | Juan Ignacio Cerra                                                                      | ARG  | 25.07.2001 | Triest            |
| Speerwurf         | 84,70 m | Edgar Baumann                                                                           | PAR  | 17.10.1999 | San Marcos        |
| Zehnkampf         | 8276 Punkte | Luiz Alberto de Araújo                                                                  | BRA  | 30.06.2012 | São Paulo         |
| Zehnkampf         | 10,80 s (100 m), 7,39 m (Weitsprung), 14,93 m (Kugelstoßen), 1,98 m(Hochsprung), 48,54 s (400 m), 14,12 s (110 m Hürden), 46,15 m (Diskuswurf), 4,90 m(Stabhochsprung), 52,11 m(Speerwurf), 4:27,75 min (1500 m) |                                                                                         |      |            |                   |
| Zehnkampf         | 8291 Punkte A ht | Tito Steiner                                                                            | ARG  | 23.06.1983 | Provo             |
| Zehnkampf         | 10,8 s (100 m), 7,45 m (Weitsprung), 16,35 m (Kugelstoßen), 2,04 m(Hochsprung), 49,0 s (400 m), 14,1 s (110 m Hürden), 50,02 m (Diskuswurf), 4,56 m(Stabhochsprung), 61,50 m(Speerwurf), 4:51,6 min (1500 m)     |                                                                                         |      |            |                   |

### Freiluft-Kontinentalrekorde, Frauen (23 Disziplinen)
| Disziplin         | Leistung | Sportler                                                                         | Land | Datum      | Ort             |
| ----------------- | --- | -------------------------------------------------------------------------------- | ---- | ---------- | --------------- |
| 100 m             | 11,15 s (1,4) | Ana Cláudia Silva                                                                | BRA  | 04.09.2010 | São Paulo       |
| 200 m             | 22,48 s (1,0) | Ana Cláudia Silva                                                                | BRA  | 06.08.2011 | Bogotá          |
| 400 m             | 49,64 s | Ximena Restrepo                                                                  | COL  | 05.08.1992 | Barcelona       |
| 800 m             | 1:56,68 min | Letitia Vriesde                                                                  | SUR  | 13.08.1995 | Göteborg        |
| 1500 m            | 4:05,67 min | Letitia Vriesde                                                                  | SUR  | 31.08.1991 | Tokio           |
| 5000 m            | 15:18,85 min | Simone da Silva                                                                  | BRA  | 20.05.2011 | São Paulo       |
| 10.000 m          | 31:16,56 min | Simone da Silva                                                                  | BRA  | 03.08.2011 | São Paulo       |
| Marathon          | 2:26:17 h a | Yolanda Caballero                                                                | COL  | 18.04.2011 | Boston          |
| Marathon          | 2:28:54 h | Inés Melchor                                                                     | Per  | 05.08.2012 | London          |
| 100 m Hürden      | 12,71 s (0,1) | Maurren Higa Maggi                                                               | BRA  | 19.05.2001 | Manaus          |
| 400 m Hürden      | 55,84 s | Lucimar Teodoro                                                                  | BRA  | 24.05.2009 | Cubatão         |
| 3000 m Hindernis  | 9:41,22 min | Sabine Heitling                                                                  | BRA  | 25.07.2009 | London          |
| 4 × 100 m Staffel | 42,55 | - Ana Cláudia Silva - Franciela Krasucki - Evelyn dos Santos - Rosângela Santos  | BRA  | 09.08.2012 | London          |
| 4 × 400 m Staffel | 3:26,68 min | - Geisa Aparecida Coutinho - Bárbara de Oliveira - Joelma Sousa - Jailma de Lima | BRA  | 07.08.2011 | São Paulo       |
| 20 km Gehen       | 1:31:25 h | Miriam Ramón                                                                     | ECU  | 07.05.2005 | Lima            |
| Hochsprung        | 1,96 m | Solange Witteveen                                                                | ARG  | 08.09.1997 | Oristano        |
| Stabhochsprung    | 4,85 m | Fabiana Murer                                                                    | BRA  | 04.06.2010 | San Fernando    |
| Stabhochsprung    | 4,85 m | Fabiana Murer                                                                    | BRA  | 30.08.2011 | Daegu           |
| Weitsprung        | 7,26 m A (1,8) | Maurren Higa Maggi                                                               | BRA  | 26.06.1999 | Bogotá          |
| Dreisprung        | 14,99 m A (1,7) | Caterine Ibargüen                                                                | COL  | 13.08.2011 | Bogotá          |
| Kugelstoßen       | 19,30 m A | Elisângela Adriano                                                               | BRA  | 14.07.2001 | Tunja           |
| Diskuswurf        | 64,21 m | Andressa de Morais                                                               | BRA  | 10.06.2012 | Barquisimeto    |
| Hammerwurf        | 73,74 m | Jennifer Dahlgren                                                                | ARG  | 10.06.2010 | Buenos Aires    |
| Speerwurf         | 62,62 m A | Sabina Moya                                                                      | COL  | 12.05.2002 | Guatemala-Stadt |
| Siebenkampf       | 6160 Punkte | Lucimara da Silva                                                                | BRA  | 10.06.202  | Barquisimeto    |
| Siebenkampf       | 13,78 s (−2,0) (100 m Hürden), 1,83 m (Hochsprung), 12,63 m (Kugelstoßen), 24,98 s (−0,4)(200 m), 6,44 m (0,5) (Weitsprung), 42,22 m (Speerwurf), 2:18,52 min (800 m) |                                                                                  |      |            |                 |

## Nichtolympische Disziplinen

### Freiluft-Kontinentalrekorde, Männer (22 Disziplinen)
| Disziplin          | Leistung                        | Sportler | Land                            | Datum                           | Ort                             |
| ------------------ | ------------------------------- | --- | ------------------------------- | ------------------------------- | ------------------------------- |
| 1000 m             | 2:14,09 min                     | Joaquim Cruz | BRA                             | 20.08.1984                      | Nizza                           |
| Eine Meile         | 3:51,05 min                     | Hudson de Souza | BRA                             | 29.07.2005                      | Oslo                            |
| 2000 m             | 5:03,34 min                     | Hudson de Souza | BRA                             | 06.04.2002                      | Manaus                          |
| 3000 m             | 7:39,70 min                     | Hudson de Souza | BRA                             | 02.07.2002                      | Lausanne                        |
| 10 km Straßenlauf  | 27:48 min +                     | Marílson dos Santos | BRA                             | 14.10.2007                      | Udine                           |
| 15 km Straßenlauf  | 42:15 min +                     | Marílson dos Santos | BRA                             | 14.10.2007                      | Udine                           |
| 20.000 m           | 1:03:09 h                       | Robinson Semolini | BRA                             | 12.08.1990                      | Plovdiv                         |
| 20 km Straßenlauf  | 56:32 min +                     | Marílson dos Santos | BRA                             | 14.10.2007                      | Udine                           |
| Eine Stunde        | Kein offiziell geführter Rekord | Kein offiziell geführter Rekord                                                                                                | Kein offiziell geführter Rekord | Kein offiziell geführter Rekord | Kein offiziell geführter Rekord |
| Halbmarathon       | 59:33 min                       | Marílson dos Santos | BRA                             | 14.10.2007                      | Udine                           |
| 25.000 m           | Kein offiziell geführter Rekord | Kein offiziell geführter Rekord                                                                                                | Kein offiziell geführter Rekord | Kein offiziell geführter Rekord | Kein offiziell geführter Rekord |
| 25 km Straßenlauf  | 1:14:31 h + a                   | Marílson dos Santos | BRA                             | 17.04.2011                      | London                          |
| 25 km Straßenlauf  | 1:15:02 h +                     | Silvio Guerra | ECU                             | 04.03.2001                      | Biwa-See                        |
| 25 km Straßenlauf  | 1:15:02 h +                     | Vanderlei de Lima | BRA                             | 07.12.2003                      | Fukuoka                         |
| 30.000 m           | Kein offiziell geführter Rekord | Kein offiziell geführter Rekord                                                                                                | Kein offiziell geführter Rekord | Kein offiziell geführter Rekord | Kein offiziell geführter Rekord |
| 30 km Straßenlauf  | 1:29:21 h +                     | Marílson dos Santos | BRA                             | 17.04.2011                      | London                          |
| 100 km Straßenlauf | Kein offiziell geführter Rekord | Kein offiziell geführter Rekord                                                                                                | Kein offiziell geführter Rekord | Kein offiziell geführter Rekord | Kein offiziell geführter Rekord |
| 100 km Straßenlauf | 6:18:09 h #                     | Valmir Nunes | BRA                             | 16.09.1995                      | Winschoten                      |
| 4 × 200 m Staffel  | Kein offiziell geführter Rekord | Kein offiziell geführter Rekord                                                                                                | Kein offiziell geführter Rekord | Kein offiziell geführter Rekord | Kein offiziell geführter Rekord |
| 4 × 800 m Staffel  | Kein offiziell geführter Rekord | Kein offiziell geführter Rekord                                                                                                | Kein offiziell geführter Rekord | Kein offiziell geführter Rekord | Kein offiziell geführter Rekord |
| 4 × 1500 m Staffel | Kein offiziell geführter Rekord | Kein offiziell geführter Rekord                                                                                                | Kein offiziell geführter Rekord | Kein offiziell geführter Rekord | Kein offiziell geführter Rekord |
| Marathonstaffel    | 2:04:50 h                       | - Elenilson da Silva - Tomix da Costa - Ronaldo da Costa - Daniel Lopes Ferreira - Leonardo Guedes - Sergio Goncalves da Silva | BRA                             | 19.04.1998                      | Manaus                          |
| 20.000 m Gehen     | 1:20:23,8 h ht                  | Andrés Chocho | ECU                             | 05.06.2011                      | Buenos Aires                    |
| 30.000 m Gehen     | Kein offiziell geführter Rekord | Kein offiziell geführter Rekord                                                                                                | Kein offiziell geführter Rekord | Kein offiziell geführter Rekord | Kein offiziell geführter Rekord |
| 50.000 m Gehen     | 3:57:58,0 h                     | Cláudio dos Santos | BRA                             | 20.09.2008                      | Blumenau                        |

### Freiluft-Kontinentalrekorde, Frauen (21 Disziplinen)
| Disziplin          | Leistung | Sportler | Land                            | Datum                           | Ort                             |
| ------------------ | --- | --- | ------------------------------- | ------------------------------- | ------------------------------- |
| 1000 m             | 2:32,25 min | Letitia Vriesde | SUR                             | 10.09.1991                      | Berlin                          |
| Eine Meile         | 4:30,05 min | Soraya Vieira Telles | BRA                             | 09.06.1988                      | Bratislava                      |
| 2000 m             | 5:59,96 min | Niusha Mancilla | BOL                             | 10.06.2004                      | Rivas-Vaciamadrid               |
| 3000 m             | 9:02,37 min | Delirde Maria Bernardi | BRA                             | 04.07.1994                      | Linz                            |
| 10 km Straßenlauf  | 32:03 min | Carmem de Oliveira | BRA                             | 04.06.1993                      | New York City                   |
| 15 km Straßenlauf  | 48:38 min | Carmem de Oliveira | BRA                             | 26.02.1994                      | Tampa                           |
| 20.000 m           | Kein offiziell geführter Rekord | Kein offiziell geführter Rekord | Kein offiziell geführter Rekord | Kein offiziell geführter Rekord | Kein offiziell geführter Rekord |
| 20 km Straßenlauf  | 1:09:27 h + | Nadir Sabino de Siqueira | BRA                             | 04.10.1997                      | Košice                          |
| Eine Stunde        | Kein offiziell geführter Rekord | Kein offiziell geführter Rekord | Kein offiziell geführter Rekord | Kein offiziell geführter Rekord | Kein offiziell geführter Rekord |
| Halbmarathon       | 1:11:15 h | Silvana Pereira | BRA                             | 13.07.1991                      | Florianópolis                   |
| Halbmarathon       | 1:09:31 h a # | Carmem de Oliveira | BRA                             | 13.03.1994                      | Lissabon                        |
| 25.000 m           | Kein offiziell geführter Rekord | Kein offiziell geführter Rekord | Kein offiziell geführter Rekord | Kein offiziell geführter Rekord | Kein offiziell geführter Rekord |
| 25 km Straßenlauf  | 1:25:03 h + a | Yolanda Caballero | COL                             | 18.04.2011                      | Boston                          |
| 25 km Straßenlauf  | 1:27:20 h | Márcia Narloch | BRA                             | 06.05.1990                      | Berlin                          |
| 30.000 m           | Kein offiziell geführter Rekord | Kein offiziell geführter Rekord | Kein offiziell geführter Rekord | Kein offiziell geführter Rekord | Kein offiziell geführter Rekord |
| 30 km Straßenlauf  | 1:42:28 h + a | Yolanda Caballero | COL                             | 18.04.2011                      | Boston                          |
| 30 km Straßenlauf  | 1:46:46 h + # | Carmem de Oliveira | BRA                             | 21.11.1993                      | Tokio                           |
| 30 km Straßenlauf  | 1:46:55 h + | Griselda González | ARG                             | 11.05.1997                      | Turin                           |
| 100 km Straßenlauf | Kein offiziell geführter Rekord | Kein offiziell geführter Rekord | Kein offiziell geführter Rekord | Kein offiziell geführter Rekord | Kein offiziell geführter Rekord |
| 100 km Straßenlauf | 7:20:22 h # | Maria Venâncio | BRA                             | 08.08.1998                      | Cubatão                         |
| 4 × 200 m Staffel  | Kein offiziell geführter Rekord | Kein offiziell geführter Rekord | Kein offiziell geführter Rekord | Kein offiziell geführter Rekord | Kein offiziell geführter Rekord |
| 4 × 800 m Staffel  | 9:29,10 min | - Cristiane Barbosa - Cintia Fragoso - Lorena F. V. Oliveira - Ana Paula C. Pereira                                                   | BRA                             | 21.12.2000                      | Rio de Janeiro                  |
| Marathonstaffel    | 2:32:55 h | - Ana Claudia de Souza - Maria Lucia Vieira - Celia dos Santos - Rosangela Pereira Farias - Solange de Sousa - Selma candida dos Reis | BRA                             | 18.04.1998                      | Manaus                          |
| 10.000 m Gehen     | 45:59,95 min | Geovana Irusta | BOL                             | 20.05.2000                      | Rio de Janeiro                  |
| 10.000 m Gehen     | 45:11,2 min A ht # | Sandra Arenas | COL                             | 15.04.2012                      | Medellín                        |
| 20.000 m Gehen     | 1:32:09,4 h | Ingrid Hernández | COL                             | 05.06.2011                      | Buenos Aires                    |
| Zehnkampf          | Kein offiziell geführter Rekord | Kein offiziell geführter Rekord | Kein offiziell geführter Rekord | Kein offiziell geführter Rekord | Kein offiziell geführter Rekord |
| Zehnkampf          | 6570 Punkte # | Andrea Bordalejo | ARG                             | 28.11.2004                      | Rosario                         |
| Zehnkampf          | (100 m), (Diskuswurf), (Stabhochsprung), (Speerwurf), (400 m), (110 m Hürden), (Weitsprung), (Kugelstoßen), (Hochsprung), (1500 m) | |                                 |                                 |                                 |

## Legende
| Symbol               | Bedeutung |
| -------------------- | --- |
| Aktueller Weltrekord | Aktueller Weltrekord |
| A                    | In einer Höhe von 1000 Meter oder mehr aufgestellt                                                                                             |
| a                    | Strecke begünstigt schnellere Zeiten und entspricht nicht dem Reglement (IAAF Regel 260.28)                                                    |
| w                    | Durch Wind begünstigt (Der Rückwind betrug mehr als 2 m/s)                                                                                     |
| i                    | In der Halle erzielt. Rekorde (Freiluft-Rekorde) können seit 1998 in einem Stadion mit oder ohne Dach aufgestellt werden (IAAF Regel 260.18a). |
| est                  | geschätzt |
| ht                   | Handstoppung |
| !                    | Zeitmessung mittels Photozelle |
| +                    | Rekord aufgestellt auf einer Teilstrecke einer größeren Strecke                                                                                |
| *                    | Unter Vorbehalt bis zur Ratifizierung durch die IAAF                                                                                           |
| #                    | Kein offiziell ratifizierter Freiluft-Rekord (einige Hallen-Rekorde sind mit diesem Symbol versehen)                                           |
| ╳                    | nicht ratifiziert, weil keine Dopingkontrolle vorgenommen wurde                                                                                |
| OT                   | Überdimensionierte Laufbahn |
| (X,X)                | In Klammern: Wind in Metern pro Sekunde (Minus-Angaben: Gegenwind)                                                                             |